# 巴克 (紐約州尼亞加拉縣)
巴克（英語：Barker）是位於美國紐約州尼亞加拉縣的村。

## 人口
根據2020年美國人口普查的數據，巴克的面積為1.09平方千米，皆為陸地。當地共有人口575人，而人口密度為每平方千米528人。